# IEEE Robotics and Automation Magazine
IEEE Robotics and Automation Magazine is een wetenschappelijk tijdschrift op het gebied van de regeltechniek en de robotica. De naam wordt in literatuurverwijzingen meestal afgekort tot IEEE Robot. Autom. Mag.
Hoewel het een magazine is en geen journal, en naast origineel onderzoek ook artikelen voor een groter publiek publiceert, is de inhoud wel aan collegiale toetsing onderworpen en berust de verantwoordelijkheid voor de inhoud van de artikelen bij de auteurs daarvan; niet bij de redactie. Het wordt uitgegeven door het Institute of Electrical and Electronics Engineers en verschijnt 4 keer per jaar.